# Ipswich Town Football Club 2023-2024
Questa voce raccoglie le informazioni riguardanti l'Ipswich Town Football Club nelle competizioni ufficiali della stagione 2023-2024.

## Maglie e sponsor
| Casa | Trasferta | Terza divisa |

Sponsor ufficiale: Ed Sheeran
Fornitore tecnico: Umbro

## Organico

### Rosa 2023-2024
Rosa aggiornata al 1º maggio 2024
| N. |                        | Ruolo | Calciatore       |
| -- | ---------------------- | ----- | ---------------- |
| 1  | Inghilterra (bandiera) | P     | Christian Walton |
| 2  | Inghilterra (bandiera) | D     | Harry Clarke     |
| 3  | Inghilterra (bandiera) | D     | Leif Davis       |
| 4  | Inghilterra (bandiera) | D     | George Edmundson |
| 5  | Egitto (bandiera)      | C     | Sam Morsy        |
| 6  | Inghilterra (bandiera) | D     | Luke Woolfenden  |
| 7  | Galles (bandiera)      | C     | Wes Burns        |
| 10 | Inghilterra (bandiera) | A     | Conor Chaplin    |
| 11 | Irlanda (bandiera)     | A     | Marcus Harness   |
| 12 | Inghilterra (bandiera) | C     | Dominic Ball     |
| 13 | Scozia (bandiera)      | P     | Cieran Slicker   |
| 14 | Irlanda (bandiera)     | C     | Jack Taylor      |
| 15 | Australia (bandiera)   | D     | Cameron Burgess  |
| 16 | Iraq (bandiera)        | A     | Ali Al-Hamadi    |
| 18 | Inghilterra (bandiera) | D     | Brandon Williams |

| N. |                        | Ruolo | Calciatore        |
| -- | ---------------------- | ----- | ----------------- |
| 19 | Inghilterra (bandiera) | A     | Kayden Jackson    |
| 20 | Giamaica (bandiera)    | A     | Omari Hutchinson  |
| 21 | Ecuador (bandiera)     | C     | Jeremy Sarmiento  |
| 23 | Nigeria (bandiera)     | A     | Sone Aluko        |
| 24 | Galles (bandiera)      | A     | Kieffer Moore     |
| 25 | Australia (bandiera)   | C     | Massimo Luongo    |
| 27 | Inghilterra (bandiera) | A     | George Hirst      |
| 28 | Inghilterra (bandiera) | C     | Lewis Travis      |
| 30 | Inghilterra (bandiera) | C     | Cameron Humphreys |
| 31 | Rep. Ceca (bandiera)   | P     | Václav Hladký     |
| 33 | Galles (bandiera)      | A     | Nathan Broadhead  |
| 40 | Inghilterra (bandiera) | D     | Axel Tuanzebe     |
| 44 | Saint Lucia (bandiera) | D     | Janoi Donacien    |
| 51 | Inghilterra (bandiera) | A     | Gerard Buabo      |

## Statistiche finali

### Statistiche di squadra
Statistiche aggiornate al 26 maggio 2024.
| Competizione | Punti | In casa | In casa | In casa | In casa | In casa | In casa | In trasferta | In trasferta | In trasferta | In trasferta | In trasferta | In trasferta | Totale | Totale | Totale | Totale | Totale | Totale | DR  |
| Competizione | Punti | G       | V       | N       | P       | Gf      | Gs      | G            | V            | N            | P            | Gf           | Gs           | G      | V      | N      | P      | Gf     | Gs     | DR  |
| ------------ | ----- | ------- | ------- | ------- | ------- | ------- | ------- | ------------ | ------------ | ------------ | ------------ | ------------ | ------------ | ------ | ------ | ------ | ------ | ------ | ------ | --- |
| Championship | 96    | 23      | 16      | 6       | 1       | 59      | 32      | 23           | 12           | 6            | 5            | 33           | 25           | 46     | 28     | 12     | 6      | 92     | 57     | +35 |
| FA Cup       | -     | 1       | 0       | 0       | 1       | 1       | 2       | 1            | 1            | 0            | 0            | 3            | 1            | 2      | 1      | 0      | 1      | 4      | 3      | +1  |
| League Cup   | -     | 3       | 2       | 0       | 1       | 6       | 5       | 1            | 0            | 1            | 0            | 2            | 2            | 4      | 2      | 1      | 1      | 8      | 7      | +1  |
| Totale       |       | 27      | 18      | 6       | 3       | 66      | 39      | 25           | 13           | 7            | 5            | 38           | 28           | 52     | 31     | 13     | 8      | 104    | 67     | +37 |

### Andamento in campionato
| Giornata  | 1 | 2 | 3 | 4 | 5 | 6 | 7 | 8 | 9 | 10 | 11 | 12 | 13 | 14 | 15 | 16 | 17 | 18 | 19 | 20 | 21 | 22 | 23 | 24 | 25 | 26 | 27 | 28 | 29 | 30 | 31 | 32 | 33 | 34 | 35 | 36 | 37 | 38 | 39 | 40 | 41 | 42 | 43 | 44 | 45 | 46 |
| --------- | - | - | - | - | - | - | - | - | - | -- | -- | -- | -- | -- | -- | -- | -- | -- | -- | -- | -- | -- | -- | -- | -- | -- | -- | -- | -- | -- | -- | -- | -- | -- | -- | -- | -- | -- | -- | -- | -- | -- | -- | -- | -- | -- |
| Luogo     | T | C | T | C | C | T | T | C | T | C  | C  | T  | T  | C  | T  | C  | T  | C  | C  | T  | T  | C  | T  | C  | C  | T  | C  | T  | C  | T  | C  | T  | T  | C  | T  | C  | T  | C  | T  | C  | T  | C  | C  | T  | T  | C  |
| Risultato | V | V | V | P | V | V | V | V | N | V  | V  | N  | V  | V  | N  | V  | P  | V  | V  | V  | V  | N  | P  | N  | N  | N  | V  | N  | V  | P  | N  | V  | V  | V  | V  | V  | P  | V  | V  | V  | P  | N  | N  | V  | N  | V  |
| Posizione | 5 | 1 | 1 | 6 | 2 | 3 | 3 | 2 | 2 | 2  | 2  | 2  | 2  | 2  | 2  | 2  | 2  | 2  | 2  | 2  | 2  | 2  | 2  | 2  | 2  | 2  | 2  | 2  | 2  | 2  | 4  | 3  | 3  | 3  | 2  | 2  | 3  | 3  | 2  | 2  | 2  | 2  | 2  | 2  | 2  | 2  |

Legenda:

Luogo: C = Casa; T = Trasferta. Risultato: V = Vittoria; N = Pareggio; P = Sconfitta.

### Statistiche dei giocatori
| Giocatore | Football League Championship | Football League Championship | Football League Championship | Football League Championship | FA Cup   | FA Cup | FA Cup      | FA Cup     | EFL Cup  | EFL Cup | EFL Cup     | EFL Cup    | Totale   | Totale | Totale      | Totale     |
| Giocatore | Presenze                     | Reti                         | Ammonizioni                  | Espulsioni                   | Presenze | Reti   | Ammonizioni | Espulsioni | Presenze | Reti    | Ammonizioni | Espulsioni | Presenze | Reti   | Ammonizioni | Espulsioni |
| --------- | ---------------------------- | ---------------------------- | ---------------------------- | ---------------------------- | -------- | ------ | ----------- | ---------- | -------- | ------- | ----------- | ---------- | -------- | ------ | ----------- | ---------- |

1. ↑  I giocatori i cui nomi sono in corsivo, sono stati ceduti ad altri club durante la stagione.